# Ciencia útil
La ciencia útil o ciencia positiva es el conjunto de ciencias que más se ajustan al desarrollo del siglo XVIII y XIX, y está relacionado directamente con el positivismo, la idea del progreso, la ilustración y la utilidad que tienen para el desarrollo. Auguste Comte reduce las ciencias útiles a cinco: la astronomía, física, química, fisiología y sociología. De acuerdo a Comte, cada ciencia positiva añade a la anterior algo con lo cual no contaba y que es característico: de la matemática a la astronomía, de la astronomía a la física, de la física a la química y la biología, donde cada una aporta algo que la anterior no poseía. Finalmente, todas estas ciencias convergen en la sociología.
El positivismo asume que sólo las ciencias empíricas son fuente aceptable de conocimiento y también que existe un método específico para conocer una realidad que está dada, es decir, la ciencia positivista se cimienta en el supuesto de que el sujeto puede conocer la realidad absoluta mediante un método específico.
Se desmeritan las ciencias que no se consideran útiles, o humanidades, y van siendo sustituidas por las anteriormente mencionadas, siendo evidente un cambio en la educación, donde se desplazaban las humanidades por la formación técnica y científica. 

## Relación con el positivismo
El positivismo es una corriente filosófica que admite únicamente el método experimental. Fundada por Auguste Comte, entre el siglo XVIII y XIX, se caracteriza por basarse en la ley de los tres estados, teológico o ficticio, metafísico o abstracto y positivo o real, donde los dos primeros se ven superados por el último, dado que, una vez alcanzado éste, no es necesario mantener las anteriores formas de conocimiento. La filosofía positiva excluye toda metafísica y es una interpretación del universo mediante el conocimiento enciclopédico. La idea de progreso está constituida por el tránsito entre el tránsito de un estado a otro.
En la teoría positivista de las ciencias, estas no pueden tener un objetivo más que analizar de forma exacta las circunstancias de la producción de fenómenos y de relacionarlas por las relaciones normales de sucesión y semejanza. Al clasificar las ciencias, Comte las jerarquizó, definiendo que la filosofía positiva comprende la astronomía, física, química, fisiología y sociología, con un doble aspecto estático y dinámico. 
La finalidad de las ciencias es el control y dominio de la naturaleza y la sociedad, y es comúnmente aceptada la idea de que la ciencia constituye una de las principales fuerzas dinámicas de la sociedad moderna.

## Relación con la Ilustración
La Ilustración fue un movimiento cultural e intelectual, el cual impregnó todas las actividades literarias, artísticas, históricas y religiosas. Tuvo un carácter empirista-epistemológico, fundamentado en la Era de la Razón (s. XVII), dentro de lo que se destacan personajes como Newton, Boyle, Galileo, entre otros. La razón no puede prescindir de la experiencia ni puede extenderse más allá de los límites de la propia experiencia que se tiene, es decir, se parte de lo conocido, se razona y se generaliza, sin pasar los límites de lo experimentalmente comprobable. Se busca luchar contra todo lo irracional.

## Relación con el utilitarismo
Jeremy Bentham, también entre el siglo XVIII y XIX, fue pionero en el desarrollo de la doctrina filosófica utilitarista, la cual establece que la mejor acción es la que maximiza la utilidad y considera que la utilidad es todo lo que atribuye a la felicidad al mayor número de personas. De acuerdo a Bentham una acción será correcta si, independiente a su naturaleza intrínseca, resulta útil o beneficiosa para ese fin de la máxima felicidad posible. En este sentido, lo útil es lo bueno, lo que ofrece provecho o ventaja, bien sea para un individuo o para el conjunto de la sociedad

## Actualidad
La ciencia positiva no es neutra y se debe tener en cuenta que su utilidad y la exigencia de retribuciones prácticas limitan la libre producción científica, el juego de la imaginación científica y el avance del conocimiento. La utilidad de la ciencia se origina en la interdependencia con otras instituciones que intervienen en su curso con la finalidad de obtener en ella sus propios intereses.
En la ciencia contemporánea, se busca eliminar este concepto, intentando integrar los avances logrados de la fragmentación de la investigación científica. Los grupos interdisciplinarios toman fuerza, buscando juntar habilidades y saberes, con el fin de recuperar lo que se ignoró por considerar que no tenía utilidad, buscando darle este aspecto humanístico a la ciencia, teniendo como objetivo desarrollar pensamiento crítico y llegar a una educación más integradora.